# تاریخ‌گذاری گرماتابی
در روش تاریخ‌گذاری گرماتابی (Thermoluminescence dating) تاریخ‌گذاری اشیای تاریخی بر اساس حرارت دریافت‌شده توسط آن‌ها بررسی می‌شود. 
در این روش اشیا تا حدود ۵۰۰ درجه سلسیوس حرارت می‌بینند که منجر به آزاد شدن الکترون‌هایی می‌شود که در طول تاریخ در اثر دریافت امواج مختلف، به‌ویژه گرمایی، در اشیای تاربخی به گیر افتاده بودند. آزاد شدن این الکترون‌ها منجر به آزاد شدن نور می‌شود که با بررسی میزان این نور می‌توان به تاریخ و قدمت این اشیا پی برد. از محدودیت‌های این روش این است که میزان امواج دریافت‌شده توسط اشیای تاریخ در طول تاریخ یکسان نبوده، بنابراین این روش بسیار دقیق نیست.